# Otto Hooff

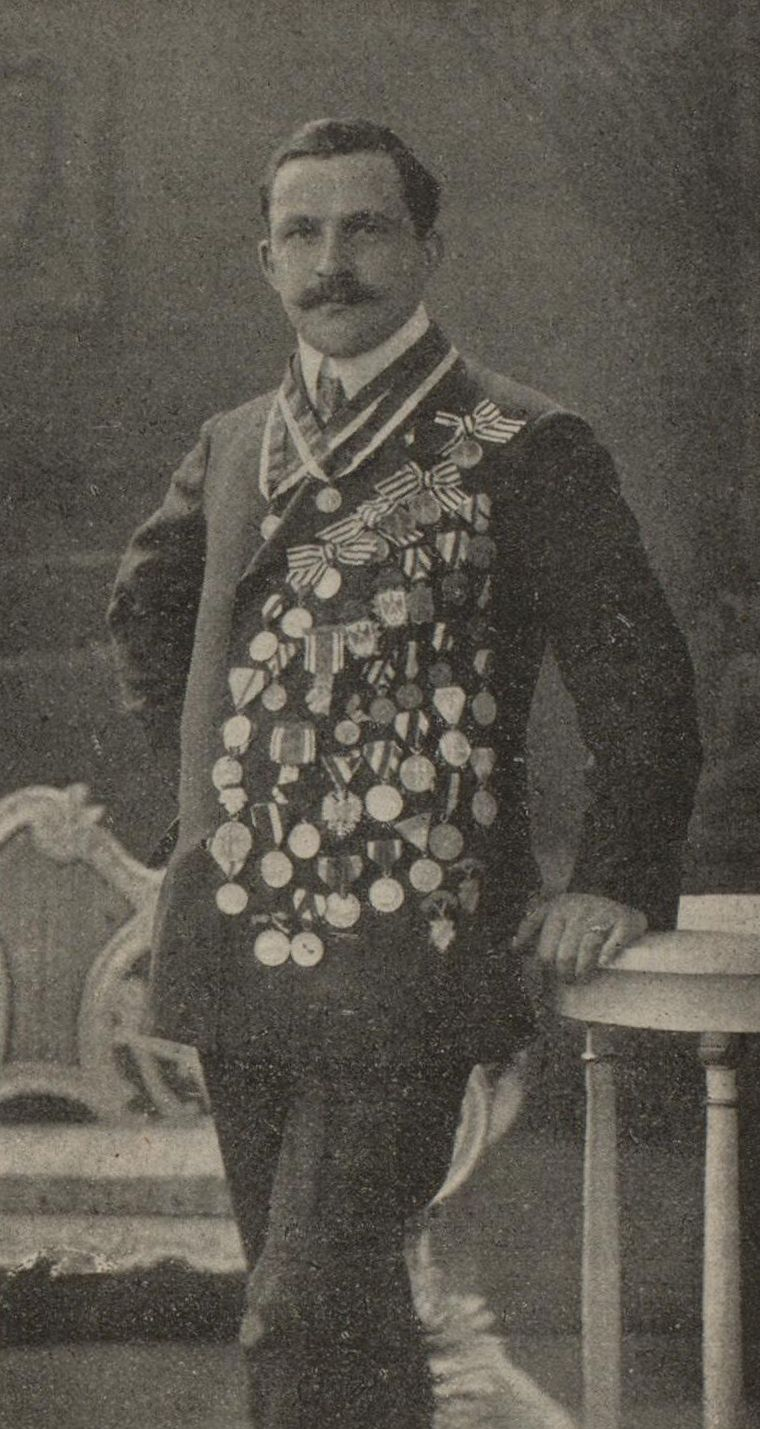
Otto Hooff, um 1909

Otto Hooff (* 29. März 1881 in Berlin; † 21. Dezember 1960 in Bremerhaven) war ein deutscher Wasserspringer vom SC Poseidon Berlin. 
Otto Hooff war in den Jahren 1898 bis 1900 und von 1904 bis 1906 Europameister im Wasserspringen. 1899 und von 1904 bis 1907 gewann er den Titel bei den Deutschen Meisterschaften. Bei den Olympischen Spielen 1904 in St. Louis belegte Hooff den fünften Platz von fünf Teilnehmern. Hooff war auch für die Olympischen Zwischenspiele 1906 qualifiziert, nahm aber nicht an den Wettbewerben in Athen teil.